# 대주배
대주배(大舟杯)는 K-바둑과 한국기원이 주최, 주관하고 TM마린이 후원하는 대한민국의 시니어 바둑 기전이다. 우승 상금은 1000만원이다. 4기 대회부터 만 30세 이상 여자 기사들에게 문호를 개방해 규모를 확대했다. 잠정 중단된 지 4년 만인 2018년 다섯 번째 대회가 열리게 됐다.

## 대회 규정
- 예선 제한시간 각자 1시간, 초읽기 1분 3회, 덤 6.5
- 본선 제한시간 각자 15분, 초읽기 40초 3회, 덤 6.5

## 역대 우승자
| 회수 | 연도 | 우승        | 전적 | 준우승      |
| ---- | ---- | ----------- | ---- | ----------- |
| 1    | 2010 | 조훈현 九단 | 2-0  | 서봉수 九단 |
| 2    | 2011 | 서능욱 九단 | 1-0  | 조훈현 九단 |
| 3    | 2012 | 서능욱 九단 | 1-0  | 서봉수 九단 |
| 4    | 2013 | 조훈현 九단 | 1-0  | 최규병 九단 |
| 5    | 2018 | 조치훈 九단 | 1-0  | 조혜연 九단 |
| 6    | 2019 | 최규병 九단 | 1-0  | 조혜연 九단 |
| 7    | 2020 | 조혜연 九단 | 1-0  | 김영환 九단 |
| 8    | 2021 | 서봉수 九단 | 1-0  | 유창혁 九단 |
| 9    | 2022 | 김혜민 九단 | 1-0  | 이민진 八단 |
| 10   | 2023 | 유창혁 九단 | 1-0  | 권효진 七단 |
| 11   | 2024 | 서봉수 九단 | 1-0  | 한종진 九단 |
| 12   | 2025 | 유창혁 九단 | 1-0  | 이창호 九단 |